# ウェールズ英語
ウェールズ英語（ウェールズえいご、英語: Welsh English、ウェールズ語: Saesneg Gymreig）は、ウェールズ人が話す英語の方言を総括して指す語である。この方言はウェールズ語の文法から著しい影響を受け、しばしばウェールズ語に由来する単語を含んでいる。独特の単語と文法に加えて北ウェールズやカーディフ、南ウェールズ渓谷、西ウェールズのものなど様々なアクセントがウェールズ中に遍在している。
ウェールズ東部の方言がイングランドで話されている英語の方言から影響を受けている一方で、ウェールズ西部のアクセントと方言はウェールズ語から大いに影響を受けてきた。東北ウェールズと北ウェールズ沿岸の一部はマーシーサイド英語から影響を受けてきたが、東部と南東部では西地方方言や西ミッドランズ方言から影響を受けてきた。
ウェールズ英語を指す話し言葉としてウェングリッシュ（Wenglish: WelshとEnglishのかばん語）があり、1985年から使われている。

## 発音

### 母音

#### 短い単母音
- Catの母音/æ/は非円唇前舌広母音 [a][5][6]か中央寄りの非円唇前舌狭めの広母音 [æ̈]として発音する[7]。カーディフではbagは長母音[aː]で発音する[8]。中部ウェールズ（英語版）ではニュージーランド英語や南アフリカ英語などに似た音で発音されることもあり、例えばtrapが/trɛp/と発音するように聞こえる[9]。
- Endの母音/ɛ/は更に広い母音で、RPより基本母音[ɛ]に近い[7]。
- カーディフでは“kit”の母音/ɪ/は前方化した非円唇中舌半狭母音[ɘ̟]であるaboveのシュワー音に些か近く聞こえる[7]。
- “Bus”の母音/ʌ/は通常[[ɜ]～[ə]]と発音され[10][11]、北部ではfootに対する過剰修正として現れる[9]。時に北部ウェールズと中部ウェールズの境界地域では非円唇前舌広母音/a/として現れる。東北ウェールズではチェシャー（英語版）アクセントやマージーサイドアクセントの影響を受けて南ペンブロークシャーの狭い範囲にフットストラットスプリット（英語版）のない円唇後舌め広めの狭母音/ʊ/としても現れる[9][12]。
- シュワーはbrightest /ˈbrəitɛst/ のような最終音節の /ɛ/ に取って代わられる傾向がある。いずれの母音を使うかという不確かさはシュワーに関わる「過剰修正」につながり、例えばprogrammeはしばしば /ˈproː ɡrəm/ と発音する[8]。

#### 長い単母音

アバークレイヴで発音するようなウェールズ英語の単母音（(Coupland & Thomas 1990)より）

カーディフで発音するようなウェールズ英語の単母音（(Coupland & Thomas 1990)より）。話し手により長い//ɛː//は短い//ɛ//と同じ高さになる場合がある。

アバークレイヴで発音するようなウェールズ英語の二重母音（(Coupland & Thomas 1990)より）

カーディフで発音するようなウェールズ英語の二重母音（(Coupland & Thomas 1990)より）

- トラップバススプリット（英語版）はウェールズ英語では変化しやすく、特に社会的地位によりそれが出やすい。カーディフ英語（英語版）のような方言ではanswerやcastle、dance、nastyのような言葉はたいていTrapに含まれる短い母音のように発音される一方で、askやbath、laugh、master、ratherのような言葉は普通Palmの母音と同じ長い音のように発音される。一方この相違はアバークラフ英語（英語版）のような方言では完全に欠落している場合がある[14]。
- Car の母音はしばしば非円唇中舌広母音[ɑ̈]として発音され[15]もっと多く長い非円唇前舌広母音/aː/として発音される[9]。
- 更に広い範囲で使われている方言、特にカーディフではbirdの母音は円唇前舌中央母音[ø̞ː ]となっており、これは南アフリカ英語やニュージーランド英語と同様の音である[16]。
- ほとんどの長い単母音は容認発音と同様であるが、容認発音における/əʊ/を伴う言葉は時に[oː ]と発音され、容認発音における/eɪ/は[eː]と発音される。この傾向を説明する例はアバークレイヴ（英語版）のplay [ˈpleɪ] - place [pleː s] の発音である[17]。
- 北部の方言ではcoatの/əʊ/やcaught/courtの/ɔː /は/ɔː /（音声学上は[oː]）に統合される場合がある[8]。

#### 二重母音
- 前舌化する二重母音は容認発音に似る傾向がある。ただしbiteの母音[æ̈ɪ]は別で、もっと中央寄りで発声される[17]。
- 後舌化する二重母音は更に多様である[17]。
  - 容認発音におけるlowの母音は、短母音で発音されるほかにも、上記したようにしばしば[oʊ̝]と発音される。
  - townという言葉は中舌狭めの広母音[ɐʊ̝]で発音される。
- 下降二重母音[ɪʊ̯]として残るウェールズ英語は後期中英語の二重母音 /iu̯/ が決して/juː/にならなかった（英語版）数少ない方言の一つである。従ってyou /juː/、yew /jɪʊ̯/、ewe /ɪʊ̯/はウェールズ英語では異形同音異義語ではない。音韻欠落（英語版）のようなことは決して起こらず、殆どの英語の方言では区別されないchoose /t͡ʃuː z/とchews /t͡ʃɪʊ̯s/や、through /θruː /とthrew /θrɪʊ̯/をウェールズ英語では区別して発音する。

### 子音
- ほとんどのウェールズ人のアクセントは有声歯・歯茎たたき音およびはじき音 [ɾ]（「たたき音およびはじき音 r」）として /r/ を発音する。イングランドの殆どのアクセントのような接近音 [ɹ] の代わりに[18][19]スコットランド英語や一部の北部英語の（英語版）アクセントと南アフリカ英語のアクセントと同様のものである。一方で有声歯茎・後部歯茎顫動音 [r] もウェールズ語の影響を受けて使われる場合がある。
- ウェールズ英語は主として単語の末尾などで r 音が欠落しているが様々な末尾などでの r 音の発音がウェールズ語特に北部（英語版）方言により影響されたアクセントに見出せる。更にポートタルボット英語（英語版）が主としてウェールズ英語の他の方言のように末尾などでの r 音が欠落している一方で、一部の話し手はアメリカ英語のように/ɚ/のある bird の前舌母音に取って代わる場合がある[20]。
- H音の脱落（英語版）は多くのウェールズ語のアクセント特にカーディフ英語（英語版）のような南部方言で一般的であるが[21]、ウェールズ語の影響を受けた北部方言と西部（英語版）方言には見られない[22]。
- 母音間ではしばしば長子音化することがあり、例えば money は [ˈmɜn.niː ] と発音する[23]。
- ウェールズ語は Z という文字と有声歯茎摩擦音 /z/ が少ない為に pens（/pɛnz/）と pence が特に西北ウェールズや西ウェールズ、南西ウェールズで /pɛns/ に統合される一方で、ウェールズ語を第一言語とする話者に cheese や thousand のような言葉に無声歯茎摩擦音 /s/ と共に置き換える人がいる[23][24]。
- ウェールズ語に影響された北部方言では、chin（/tʃɪn/）と gin は /dʒɪn/ に統合される場合もある[23]。
- スカウス訛りなどの影響を受けた東北部ではng 合体（英語版）が見られないため、sing は /sɪŋɡ/ と発音する[25]。
- 北部のアクセントでも /l/ は強く軟口蓋化した [ɫː ] でしばしば発音される。南東部の多くの地域では明快で低く太い L は容認発音でみられるような発音にしばしばとって替わられる[20]。
- 子音は一般に容認発音と同じであるが、/ɬ/ や /x/（音韻学的には [χ]）のようなウェールズ語の子音は、Llangefni や Harlech のような外来語に取り込まれている[23]。

## 特有の語彙と文法
bach（少しのあるいはほんの少しの）、eisteddfod、nain、taid（それぞれ祖母と祖父）のようなウェールズ語からの借用語は別にして、固有のウェールズ英語には独特の文法上のしきたりがある。この例として、一部の話者が先行する発言の形式によらず付加疑問“isn't it?”を使う例や、強調のために述語の後に主語と動詞を配置する例（例えばFed up, I amあるいはRunning on Friday, he is.など）がある。
南ウェールズでは、where という言葉はしばしば疑問文でwhere toに拡大され、"Where to is your Mam?" のように用いられる場合がある。butty（ウェールズ語: byti）という言葉は（恐らく「buddy」（仲間）に関係する）「友人」の意味で使われる。
ウェールズに特有の英語の標準語はないが、ウェールズ英語の言い回しの翻訳である語句“look you”（実際は稀にしか使われない）などの特徴は、イギリスの他地域からの英語話者にウェールズ出身者っぽいものとして認識されている。
Tidy という単語は「最も使われすぎのウェングリッシュの単語の一つ」と言われていて、「素晴らしい」「長い」「かなり立派な」「沢山」などの幅広い意味に用いられる。tidy swill という言葉は、「最低限でも顔と手を洗う」という意味で使われる。

## コードスイッチング
ウェールズが益々イングランド風になってきているので、コードスイッチングは益々当たり前のものになっている。

### 例
ウェールズのコードスイッチャーは主として3分類のどれかになる。第一分類は第一言語がウェールズ語で英語に最も自信のない人々で、第二分類は反対で英語が第一言語でウェールズ語に自信が少ない人々で、第三分類は第一言語がどちらかで両方の言語で能力を発揮する人々から成る。
ウェールズ語と英語はコードスイッチングの為に共存させる構成に十分な重複部分があることを示す適合性を共有している。ウェールズ英語のコードスイッチングの研究では、ウェールズ語がしばしば母体言語の立ち位置を取り、そこへ英語の単語や語句が混入される。この使い方の典型的な例は、“I love soaps”と訳せる dw i’n love-io soaps などが考えられる。
ウェールズ語と英語のコードスイッチングに関する2005年のマーガレット・デューチャーが行った研究では、調べた文の90％が母語の体裁（MLF）に完全一致することが分かった。これはウェールズ英語がコードスイッチングの古典的な事例に区分されることを意味する。この事例は、母体となる言語が何か明確であり、コードスイッチングを使う文の中の節の大半が識別可能かつ互いと明確な区別ができて、文が主語・動詞の文型や修飾語といった点において母体となる言語の構造をとるときに、識別可能である。

## ウェールズの英語史
ウェールズにおける英語の存在感は、1535年と1542年に成立したウェールズ法によって強化された。この法律はウェールズで英語を優勢に向かわせ、ウェールズ語教育の中心となっていた修道院の閉鎖と相まって、ウェールズ語を使う機会が減少することとなった。
ウェールズ語の衰退と英語の優勢は、産業革命期により強まり、当時多くのウェールズ語話者が仕事を見付けにイングランドに移住し、当時発展しつつあった鉱山業や製錬業に英語話者が就職していった。デヴィッド・クリスタルはホリーヘッドで成長し、ウェールズで続く英語の優勢は世界各地での拡大とほとんど変わらないと主張している。ウェールズ語の使用の減退は、18世紀から19世紀の一部の学校で“Welsh Not”が使われるなど日常的に学校で英語を話しウェールズ語での会話を妨げる社会の動きも関係している。

## ウェールズ圏外の影響
イングランドからのイギリス英語のアクセントがウェールズ特に東部の英語のアクセントに影響している一方で、影響は双方に及んでいる。東北ウェールズと北ウェールズ沿岸部の一部のアクセントは、北西イングランドのアクセントに影響されていて、南東ウェールズのアクセントが西イングランドに影響されている一方で、中東部のアクセントは、西中部地方のアクセントに影響されている。前者の例ではイングランドとアイルランドの影響の方が良く知られているが、特にスカウスとブルーミー方言（口語体）アクセントは、共に移住を通じた広範なイングランド・ウェールズ間の導入がある。

## 文学

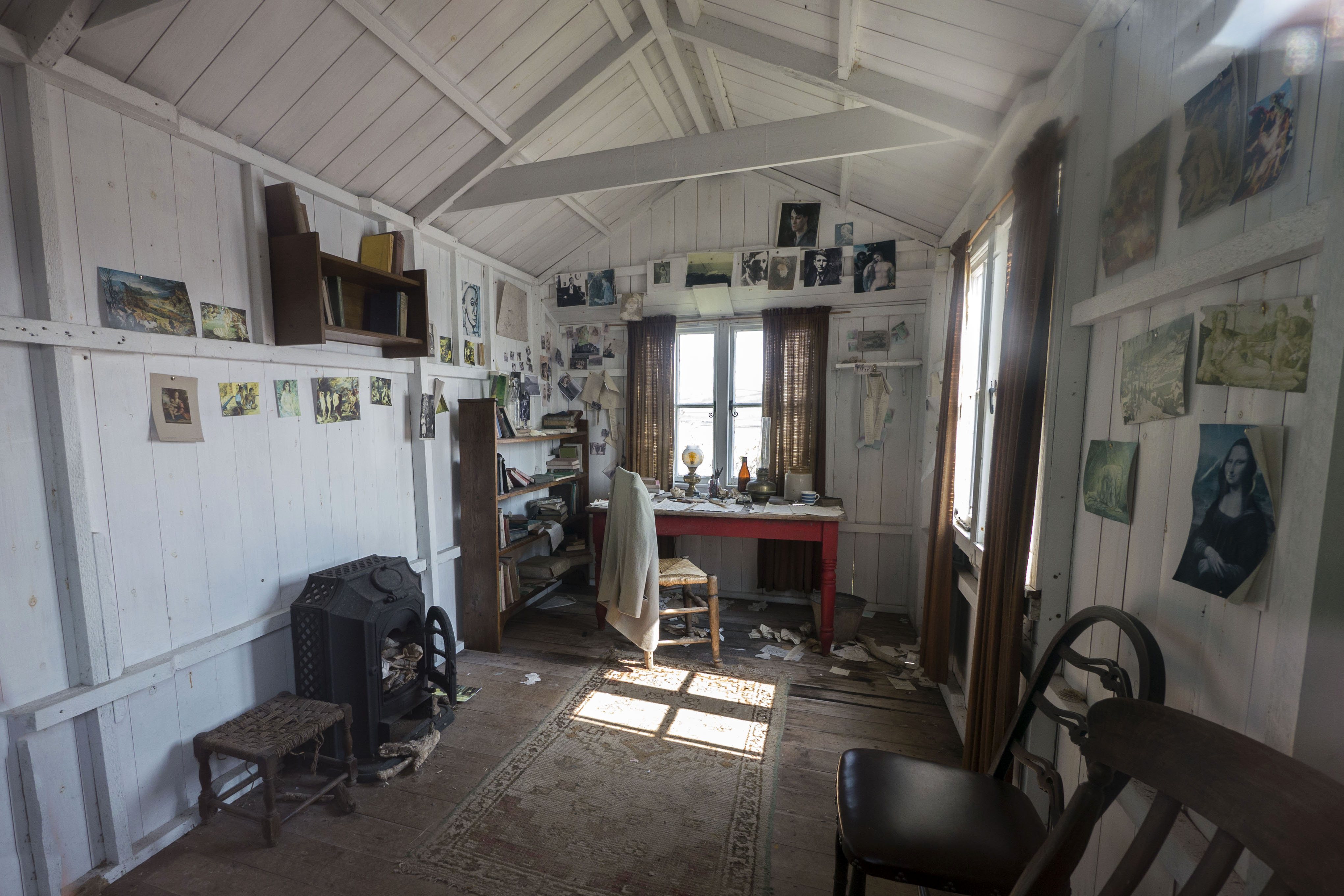
ラーンにある、ディラン・トマスの船小屋の書斎

「英語とウェールズ語で書く文学」と「英語で書くウェールズ語」は、ウェールズの作家が英語で書く著作を指すのに使う言葉である。20世紀以降独特のものとしてのみ認められてきた。この種の著作にとっての別個の独自性を求める需要は、現代のウェールズ語の文学が並行して発展したために増した。恐らくブリテン島における英語の文学の最も若い枝である故に。
レイモンド・ガーリックが20世紀に先立ち英語で書いたウェールズ人男女69人を見出した一方で、ダフィッド・ジョンストンは「一般に英文学に対立するものとしてこのような作家が承認可能なイギリス系ウェールズ文学に属しているか議論の余地がある」と考えている。19世紀に入っても優に英語はウェールズでは比較的少数の人が話していて、20世紀前半に先立ち英語で書くのはウェールズ生まれの主要な3人（モンゴメリーシャー出身のジョージ・ハーバート（1593年–1633年）、ベックノックシャー出身のヘンリー・ヴォーガン（1622年–1695年）、カーマーゼンシャー出身のジョン・ダイヤー（1699年–1757年））に留まっていた。
英語で書くウェールズ人は、15世紀の詩人イウアン・アプ・ハイウェル・スワッドワル（?1430年-?1480年）に始まると言われることがあり、処女マリアへの賛歌が1470年頃にイングランドのオックスフォードで書かれウェールズの詩の形式アウドルやウェールズ語の正書法を用いている。例えばこうなる。
O mighti ladi, owr leding - tw haf
At hefn owr abeiding:
Yntw ddy ffast eferlasting
I set a braents ws tw bring.
初めて創造的に英語を使ったウェールズ人作家に対する主張は、外交官で兵士で詩人のジョン・クランヴォー（1341年–1391年）のために行われている。
ウェールズ英語の影響は、カラドック・エヴァンスによる1915年の短編小説集『我が人民』に見られ、（物語形式ではなく）対話形式で使い、ディラン・トマスによる『牛乳入れの下で』（1954年）は元々ラジオ演劇であり、ニアル・グリフィスは殆どウェールズ英語で書かれた事実に徹した現実主義者であった。

## 参照
1. ↑  Hammarström, Harald; Forkel, Robert; Haspelmath, Martin et al., eds (2016). “ウェールズ英語”. Glottolog 2.7. Jena: Max Planck Institute for the Science of Human History
2. 1 2  Rhodri Clark (2007年3月27日). “Revealed: the wide range of Welsh accents”. Wales Online.   Wales Online. 2019年1月31日閲覧。
3. 1 2  “Secret behind our Welsh accents discovered”. Wales Online.   Wales Online (2006年6月7日). 2010年1月31日閲覧。
4. ↑  Lambert, James. 2018. A multitude of ‘lishes’: The nomenclature of hybridity. English World-wide, 39(1): 32. DOI: 10.1075/eww.38.3.04lam
5. ↑  Wells (1982), pp. 380, 384–385.
6. ↑  Connolly (1990), pp. 122, 125.
7. 1 2 3  Coupland, Nikolas; Thomas, Alan Richard (1990a). English in Wales: Diversity, Conflict, and Change - Google Books. ISBN 9781853590313 2015年2月22日閲覧。[要ページ番号]
8. 1 2 3  Wells (1982), pp. 384, 387, 390
9. 1 2 3 4  Schneider, Edgar Werner; Kortmann, Bernd (2004). A Handbook of Varieties of English: CD-ROM. - Google Books. ISBN 9783110175325 2015年2月22日閲覧。
10. ↑  Coupland, Nikolas; Thomas, Alan Richard (1990a). English in Wales: Diversity, Conflict, and Change - Google Books. ISBN 9781853590313 2015年2月22日閲覧。[要ページ番号]
11. ↑  Wells (1982), pp. 380–381.
12. ↑  Trudgill, Peter (2019年4月27日). “Wales's very own little England”. The New European 2020年4月16日閲覧。
13. ↑  Coupland & Thomas (1990), p. 95.
14. ↑  Wells (1982), p. 387.
15. ↑  Coupland, Nikolas; Thomas, Alan Richard (1990a). English in Wales: Diversity, Conflict, and Change - Google Books. ISBN 9781853590313 2015年2月22日閲覧。[要ページ番号]
16. ↑  Coupland, Nikolas; Thomas, Alan Richard (1990a). English in Wales: Diversity, Conflict, and Change - Google Books. ISBN 9781853590313 2015年2月22日閲覧。[要ページ番号]
17. 1 2 3  Coupland, Nikolas; Thomas, Alan Richard (1990a). English in Wales: Diversity, Conflict, and Change - Google Books. ISBN 9781853590313 2015年2月22日閲覧。[要ページ番号]
18. ↑  Coupland, Nikolas; Thomas, Alan Richard (1990a). English in Wales: Diversity, Conflict, and Change - Google Books. ISBN 9781853590313 2015年2月22日閲覧。[要ページ番号]
19. ↑  Peter Garrett; Nikolas Coupland; Angie Williams, eds (15 July 2003). Investigating Language Attitudes: Social Meanings of Dialect, Ethnicity and Performance. University of Wales Press. p. 73. ISBN 9781783162086 2019年9月2日閲覧。
20. 1 2  Coupland, Nikolas; Thomas, Alan Richard (1990a). English in Wales: Diversity, Conflict, and Change - Google Books. ISBN 9781853590313 2015年2月22日閲覧。[要ページ番号]
21. ↑  Coupland (1988), p. 29.
22. ↑   Approaches to the Study of Sound Structure and Speech: Interdisciplinary Work in Honour of Katarzyna Dziubalska-Kołaczyk. Magdalena Wrembel, Agnieszka Kiełkiewicz-Janowiak and Piotr Gąsiorowski. (21 October 2019). pp. 1–398. ISBN 9780429321757
23. 1 2 3 4 5 6  Crystal (2003), p. 335.
24. ↑   The British Isles. Bernd Kortmann and Clive Upton. (2008-12-10). ISBN 9783110208399 2019年1月31日閲覧。
25. ↑  Wells (1982), p. 390.
26. ↑  “Why butty rarely leaves Wales”. Wales Online (2006年10月2日). 2015年2月22日閲覧。
27. ↑  Edwards, John (1985). Talk Tidy. Bridgend, Wales, UK: D Brown & Sons Ltd. pp. 39. ISBN 0905928458
28. 1 2  Deuchar, Margaret (2006-11-01). “Welsh-English code-switching and the Matrix Language Frame model” (英語). Lingua 116 (11):  1986–2011. doi:10.1016/j.lingua.2004.10.001. ISSN 0024-3841.
29. 1 2 3  Deuchar, Margaret (December 2005). “Congruence and Welsh–English code-switching” (英語). Bilingualism: Language and Cognition 8 (3):  255–269. doi:10.1017/S1366728905002294. ISSN 1469-1841.
30. ↑  Deuchar, Margaret; Davies, Peredur (2009). “Code switching and the future of the Welsh language”. International Journal of the Sociology of Language 2009 (195). doi:10.1515/ijsl.2009.004.
31. ↑  Crystal (2003), p. 334.
32. ↑  “Welsh and 19th century education”.   BBC. 2019年10月30日閲覧。
33. 1 2  Garlick (1970).
34. ↑  Johnston (1994), p. 91.